# Cultura Dyuktai

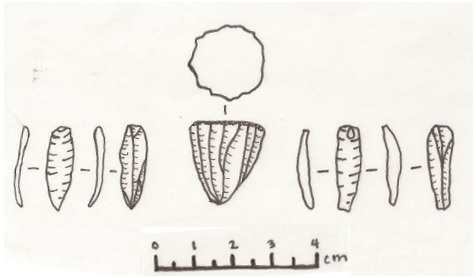
Le microlame furono un litico tipico della cultura Dyuktai

La cultura Djuktaj (o Dyuktai o Diuktai) in russo Дюктайская культура?, Djuktajskaja kul'tura è una cultura del Paleolitico superiore sviluppatasi nel nord-est della Siberia tra i 14.000 e i 12.000 anni BP. La cultura fu definita nel 1967 dall'archeologo russo Jurij Močanov a seguito della scoperta del sito di Grotta Djuktaj nella Jacuzia alla confluenza del fiume Dyuktai con l'Aldan. La cultura ha interessato una vasta regione della Siberia comprendente la Jakuzia, la Čukotka, la Kolyma e la Kamčatka. Oltre al già citato sito di Grotta Djuktaj, altri siti Dyuktai sono stati rinvenuti: in Jakuzia lungo i fiumi Aldan, Olenëk, e Indigirka, nella Kamčatka con il sito di Uški posto lungo il medio corso del fiume Kamčatka, nella Kolyma con il sito di Cheta, in Čukotka con i siti di Ulchum, Kurupka, lago Tytyl e lago El'gygytgyn.
I manufatti tipici della cultura Dyuktai sono prodotti in pietra: accette, nuclei a forma di cuneo, microlame, raschietti, bifacciali ovali e bulini realizzati con pietre scheggiate. In particolare l'emergere della cultura Dyuktai può essere considerato l'inizio dell'utilizzo della tecnica delle microlame nel nord-est dell'Asia.
La cultura Dyuktai si diffuse in Alaska attraverso lo stretto di Bering durante il tardo Pleistocene, diventando la base della cultura paleo-artica Denali.
La cultura Dyuktai scomparve dalla Jakuzia circa 10.500 anni fa, quando fu sostituita dalla cultura Sumnagin. In Čukotka e Kamčatka la cultura Dyuktai sopravvisse per tutto il primo Olocene (8.200 BP).